# Vodič za farmakologiju
IUPHAR/BPS Vodič za framakologiju je vebsajt otvorenog pristupa, koji deluje kao portal informacija o biološkim metama licenciranih lekova i drugih malih molekula. Vodič za parmakologiju (čija standardna skraćenicapri je GtoPdb) je razvijen kao zajednički poduhvat Međunarodne unije za bazičnu i kliničku farmakologiju (IUPHAR) i Britanskog farmakološkog društva (BPS). Ovaj projekat zamenjuje i proširuje originalnu 2009 IUPHAR bazu podataka (standardna skraćenica IUPHAR-DB). Cilj Vodiča za farmakologiju je da pruži koncizni pregled svih farmakoloških ciljeva, i da ih učini dostupnim svim članovima naučnih i kliničkih zajednica i zainterasovanog javnog mnjenja, sa linkovima ka detaljima za odabrani set ciljeva. Podaci obuhvataju farmakološke podatke, nomenklaturu ciljeva i gena, kao i  obrađene hemijske informacije o ligandima. Dati su pregledi i kcomentari o svakoj familiji ciljeva, sa linkovima ka ključnim referencama.

## Zaleđina i razvoj
Vodič za farmakologiju je initicajalno bio dostupan na Internetu u decembru 2011, a dodatni materijal je objavljen jula 2012. Vodič održava tim kustosa baziranih na Edinburškom univerzitetu. Vodič za farmakologiju je razvila međunarodna mreža saradnika, koja obuhvata editore  Konciznog vidiča za farmakologiju. Kao i u slučaju originalnog IUPHAR-DB, Komitet za nomenklaturu receptora i klasifikaciju lekova (NC-IUPHAR) Međunarodne unije za baznu i kliničku farmakologiju (IUPHAR), deluje kao naučni savetodavini i editoriski odbor za bazu podataka. Mreža od preko 700 specializovanih savetnika (organizovanih u ~60 potkomiteta) doprinosi ekspertizama i podacima. Trenutni principalni istraživač i nosilac stipendije GtoPdb projekta je prof. Jamie A. Davies. Razvoj i objavljivanje prve verzije GtoPdb 2012. godine je opisan u uvodniku objavljenom u British Journal of Pharmacology pod naslovom engl. Guide to Pharmacology.org- an update. IUPHAR-DB se više ne razvija i sadržaj tog sajta je sad dostupan u Vodiču za farmakologiju (IUPHAR-DB linkovi bi trebalo da budu preusmereni).

## Kontent i svojstva
Sledeće ciljne grupe su trenutno uvrštene u Vodič za farmakologiju:
- Katalitički receptori
- Enzimi
- G protein-spregnuti receptori
- Jonski kanali
- Kinaze
- Nuklearni receptori
- Transporteri
- Druge proteinske mete, uključujući proteine koji vezuju masne kiseline, sigma receptore i adiponektinske receptore

Informacije o grupama meta su podeljene u familije na osnovu klasifikacije, sa zasebnim stranama podataka za svaku familiju. Unutar svake strane, biološke mete su organizovane u spiskove tabela, pri čemu svaka tabela sadrži proteinsku i gensku nomenklaturu mete sa vezama ka bazama podataka genske nomenklature. Odabrani ligandi su navedeni zajedno sa vrednostima njihovih aktivnosti na datoj meti, uključujući agoniste, antagoniste, inhibitore i radioligande. Farmakološki podaci i reference su dati, i za svaki ligand je naveden hiperlink ka stranici liganda koja sadrži nomenklaturu i hemijsku strukturu ili peptidnu sekvencu, zajedno sa sinonimima i relevantnim linkovima ka bazama podataka. Vodič za farmakologiju isto tako sadrži spisak svih molekula liganda koji su uključen u sajt. Spisak je podeljen u kategorije, kao što su mali organski molekuli (uključujući sisarske metabolite, hormone i neurotransmitere), sintetičke organske molekule, prirodne produkte, peptide, neorganske molekule i antitela. Kompletan spisak svih odobrenih lekova koji su uvršteni u vebsajt je takođe dostupan sa spiska liganda. U toku je proširenje Vodiča za farmakologiju kojim se unose klinički podaci o metama i ligandima, kao i obrazovni resursi. 
Funkcije pretrage vebsajta obuhvataju brze i napredne opcije pretrage, i pretrage receptora i liganda, uključujući podršku za strukture liganda koristeći hemijske strukture. Druga svojstva su vesti 'vrućih tema' i spisak nedavno definisanih parova receptora i liganda.

## Sažeti vodič za farmakologiju
Vodič za farmakologiju obuhvata onlajn bazu podataka otvorenog pristupa Konciznog vodiča za farmakologiju, koji se ranije zvao "Vodič za receptore i kanale" Ona je dostupna u HTML, PDF i štampanom formatu. Štampani pregled ove onlajn baze podataka je objavljen kao Koncizni vodič za farmakologiju 2015/2016, u obliku serije članaka koji su polugodišni dodaci u British Journal of Pharmacology.

## Baze podataka
Vodič za farmakologiju sadrži linkove na niz relevantnih resursa širom stranica o metama i ligandima. To važi za koncizne, kao i detaljne preglede. Mnogi od tih resursa održavaju recipročne linkove na relevantne strane Vodiča za frmakologiju.
- HUGO komitet za gensku nomenklaturu
- Genomska informatika miša
- Genomska baza podataka pacova
- Ensembl
- UniProt
- Entrez
- PubChem
- ChemSpider
- ChEMBL
- ChEBI
- KEGG
- Mendelovsko nasleđivanje kod čoveka (OMIM)
- DrugBank
- Proteinska banka podataka (PDB)

## Spoljašnje veze
- IUPHAR/BPS Guide to PHARMACOLOGY
- International Union of Basic and Clinical Pharmacology (IUPHAR)
- British Pharmacological Society (BPS)
- British Journal of Pharmacology
- Concise Guide to PHARMACOLOGY
- Wellcome Trust Архивирано на веб-сајту  (28. јануар 2018)